# تاون هيل
تاون هيل هي أعلى نقطة في جزيرة برمودا بإرتفاع 79 مترًا.